# Stoffeigenschaften ändern
Stoffeigenschaften ändern (auch Stoffeigenschaftändern) ist eine der sechs Hauptgruppen von Fertigungsverfahren, die die zentrale DIN 8580 für die Fertigungstechnik festlegt.

## Grundlagen
Stoffeigenschaften ändern umfasst alle Verfahren, bei denen die Eigenschaften eines Werkstoffes gezielt und dauerhaft verändert werden. Ziel ist es, die Eigenschaften eines Stoffes in die Richtung zu verbessern, dass entweder eine leichtere Bearbeitung möglich ist oder ihn für den eigentlichen Gebrauch zu optimieren. Dies geschieht zumeist durch Veränderungen im submikroskopischen beziehungsweise interatomaren Bereich, beispielsweise durch Diffusion von Atomen, Erzeugung und Bewegung von Versetzungen im Atomgitter und durch chemische Reaktionen. Diese Mechanismen werden vorwiegend durch Temperatureinwirkung induziert und sind in ihrer Auswirkung von Temperatur, Druck und Massenkonzentration beeinflusst. Meist treten auch unvermeidbare Formänderungen (beispielsweise Härteverzug – als Umformverfahren gelten diese nur, wenn sie im Bearbeitungsprozess beabsichtigt sind) auf.

## Verfahren
Stoffeigenschaften ändern umfasst folgende Gruppen und Untergruppen:
1. Verfestigen durch Umformen: Verfestigungsstrahlen DIN 8200, Verfestigen durch Walzen, Verfestigen durch Ziehen, Verfestigen durch Schmieden
2. Wärmebehandeln (DIN EN 10052): Glühen, Härten, isothermisches Umwandeln, Anlassen und Auslagern, Vergüten, Tiefkühlen, thermochemisches Behandeln (z. B. Nitrieren), Ausscheidungshärten
3. Thermomechanisches Behandeln: Austenitformhärten, heißisostatisches Nachverdichten
4. Sintern und Brennen
5. Magnetisieren
6. Bestrahlung
7. Photochemische Verfahren: Belichten

## Eigenschaftsänderungen
Durch die Fertigungsverfahren des Änderns der Stoffeigenschaft werden im Maschinenbau folgende Eigenschaften gezielt beeinflusst:
- Härte
- Festigkeit
- Dehnbarkeit
- Elastizität

## Andere Fertigungsverfahren
Weitere Hauptgruppen der Fertigungsverfahren nach DIN 8580: Urformen, Umformen, Trennen, Fügen und Beschichten